# Ini Dima-Okojie
Ini Dima-Okojie (Lagos, 24 de junio de 1990) es una actriz nigeriana de cine y televisión, reconocida principalmente por su participación en la serie de televisión Taste of Love y en las películas The Royal Hibiscus Hotel y Sylvia.

## Carrera
Nacida en 1990 en Lagos, Dima se trasladó a los Estados Unidos para prepararse en artes dramáticas en la Escuela de cine de Nueva York. Al regresar a Nigeria empezó a presentarse en audiciones y obtuvo un papel principal en la serie de televisión Taste of Love en 2014. Acto seguido fue incluida en el reparto de la serie juvenil Skinny Girl in Transit, donde permaneció durante dos años. En 2015 registró una aparición en el seriado Desperate Housewives Africa y un año después debutó en el cine en el largometraje It's Her Day. En 2017 interpretó un papel de reparto en el filme The Royal Hibiscus Hotel, seguido de participaciones en otras producciones como 5ive, Sylvia, Battleground y Kpali.

## Filmografía destacada
- Taste of Love (2014)
- Skinny Girl in Transit (2015 - 2017)
- Desperate Housewives Africa (2015)
- It's Her Day (2016)
- North East (2016)
- The Royal Hibiscus Hotel (2017)
- 5ive (2017)
- Sylvia (2018)
- Battleground (2018)
- Funke! (2018)
- Oga! Pastor (2019)
- Kpali (2019)
- Namaste Wahala (2020)
- Day of Destiny (2021)